# مبارك المغربي
مبارك المغربي (1928-1982) هو شاعر سوداني، والدته زينب عمر السنوسي، والأمين العام الأسبق للمجلس القومي للثقافة والفنون بوزارة الثقافة والاعلام. حصل على درجة جامعية في القانون بعد تقاعده. دواوينه الشعرية هي عصارة قلب (1954) عاشق النيل وألحان الكروان (1960) ومع الاصدقاء (1960) ومن أناشيدي (1970) ومن الوجدان (1980 ) وحداء الاستقلال (1981) و(اليك المتاب) ومسرحية (رجل من أهل الجنة).
صدر له كتابان في الأدب وعلم الاجتماع، بعنوان (من الحصاد) و (المخطيء الصغير). قدم عددا من الأغنيات منها الباسم الفتان غناها عثمان الشفيع ويا ملاكي ولحن الكروان ومرت الأيام تغني بهما ابن أخته الفنان عبدالدافع عثمان وأرض الحبيب غناها الفنان الطيب عبد الله وحب الأديم غناعها الفنان صلاح بن البادية وحيرة قلب غناها الفنان سيد خليفة وليتني زهر غناها رمضان زايد. وأخي في الشمال التي نظمها 1960 ولحنها رياض السنباطي وتغنت بها الفنانة فايزة أحمد.
ولد المغربي في أم درمان عام 1928 في حي الموردة وقضي مراحله الدراسية في أم درمان. عمل بمصلحة البريد والبرق وعمل لسنوات في لجنة النصوص التابعة للإذاعة السودانية واهتم بالترجمة لـ (أعلام الغناء السوداني) ثم مدرسا في أم درمان ثم التحق في 1951 ضابطا بشرطة السجون حتى عام 1971، ثم قاضيا بالدرجة الأولي في يناير 1977 ثم عينه الرئيس نميري أميناً عاماً للمجلس القومي لرعاية الآداب والفنون. .مما انهى تجربته القضائية. توفي عام 1982
.